# Sally Conway
Sally Conway (ur. 1 lutego 1987) – brytyjska judoczka. Brązowa medalistka olimpijska z Rio de Janeiro.
Zawody w 2016 były jej drugimi igrzyskami olimpijskimi, debiutowała w 2012. Medal zdobyła w wadze do 70 kilogramów. Indywidualnie był to jej największy sukces w dotychczasowej karierze. W 2018 zdobyła w tej wadze srebro mistrzostw Europy, w 2019 brązowy medal mistrzostw świata. W barwach Szkocji była brązową medalistką Igrzysk Wspólnoty Narodów w 2014.